# Heterochronismus

Heterochronismus der Superkompensation.

Heterochronismus (gr. hetero (andere) und chronos (Zeit)) bezeichnet den Umstand, dass biologische Teilsysteme, wie z. B. Muskelgewebe, Sehnengewebe, Knochengewebe etc., abweichende Regenerationszeiten aufweisen. Sie benötigen unterschiedlich lange um sich zu erholen. Von Bedeutung ist dies z. B. für die Blutspende, für die Erholung nach körperlicher Ertüchtigung oder für die Wund- und Krankenpflege.

## Training
In der sportmedizinischen Trainingslehre versteht man darunter die unterschiedlichen Regenerationszeiten biologischer Teilsysteme.
Nach Belastungsende einer intensiven Trainingseinheit im anaeroben Bereich kommt es zu einem relativ raschen Ausgleich der durch die anaerobe Glycolyse entstandene Azidose nach etwa einer Stunde, hingegen brauchen beschädigte Zellorganellen wie Mitochondrien bis zu 8 Tage, um sich zu regenerieren.
In jüngster Zeit ist es durch dreidimensionale Ultraschallbilder möglich geworden, auch Anpassungsprozesse (mit Superkompensation) der Sehnen zu zeigen, wodurch auf noch weitere Formen der Wiederherstellung zu achten ist.